# وارتبورگ ۳۱۱
وارتبورگ ۳۱۱ (Wartburg ۳۱۱) خودرویی است که در سال‌های ۱۹۵۶ تا ۱۹۶۵در آیزناخ و جمهوری دمکراتیک آلمان تولید شده‌است.
طراحی آن خودروهای موتور جلو-محور جلو بوده طول آن در حالت طبیعی ۴٬۳۰۰ میلیمتر (۱۶۹٫۳ اینچ)، عرض آن در حالت طبیعی ۱٬۵۷۰ میلیمتر (۶۱٫۸ اینچ)، ارتفاع آن در حالت طبیعی ۱٬۴۵۰ میلیمتر (۵۷٫۱ اینچ) و وزن آن در حالت طبیعی ۹۶۰ کیلوگرم (۲٬۱۱۶ پوند) است.
موتور آن ۹۰۰ سی‌سی سیستم جعبه‌دندهٔ آن به صورت دستی است.

## نگارخانه

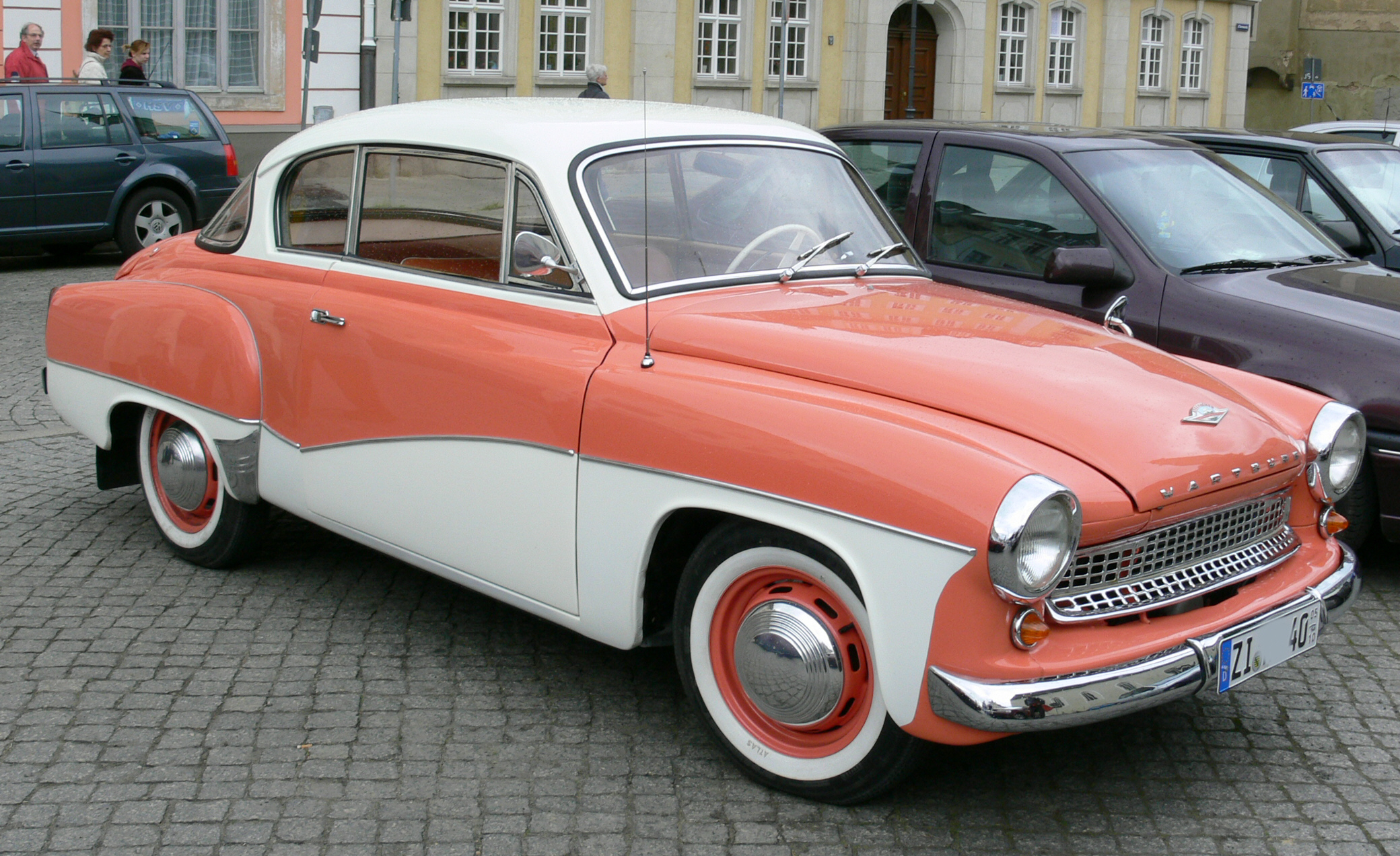
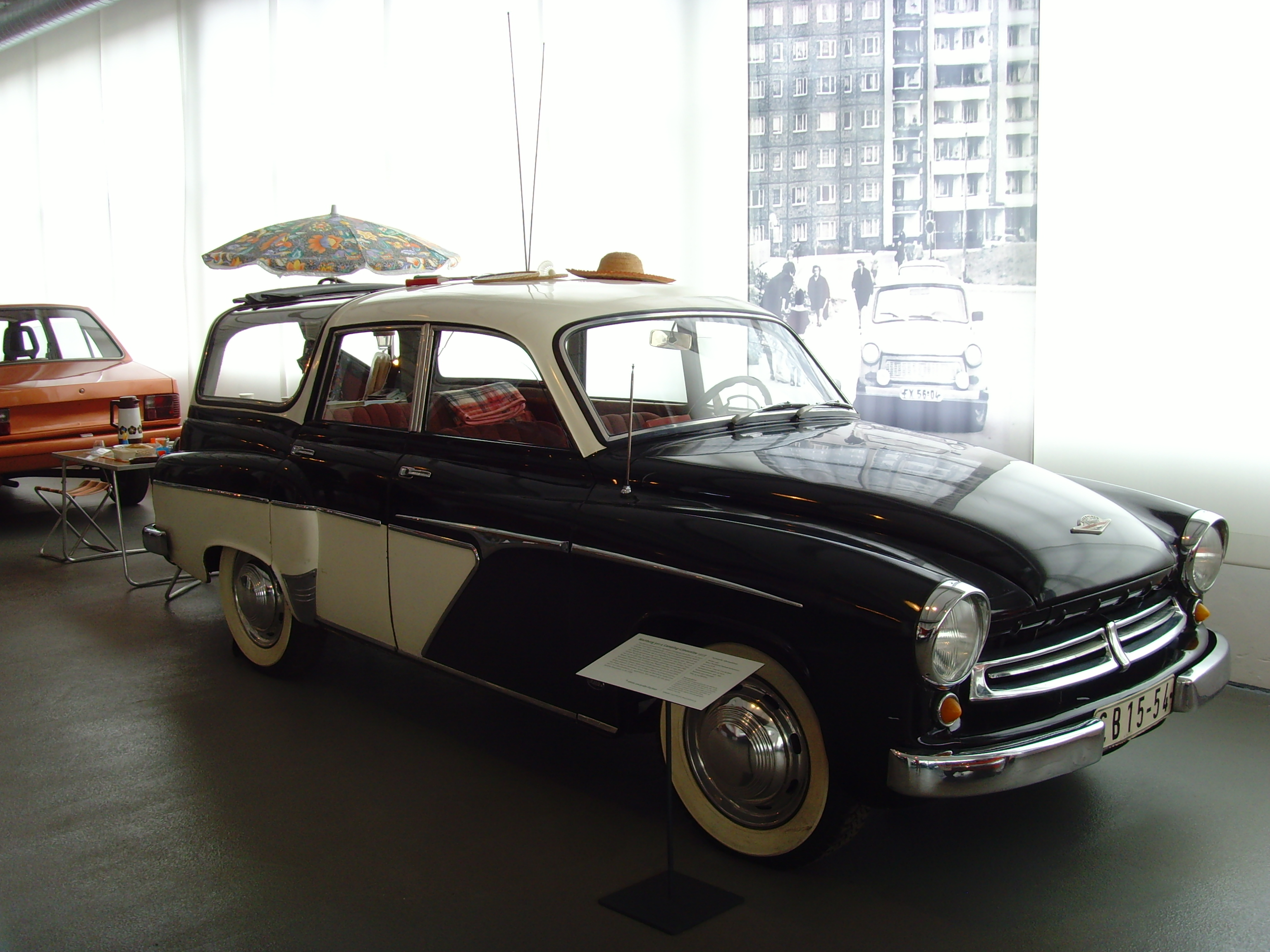
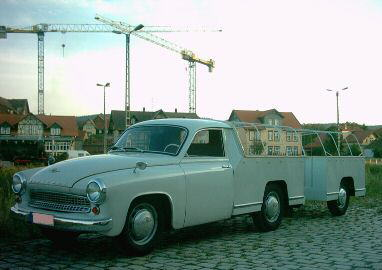
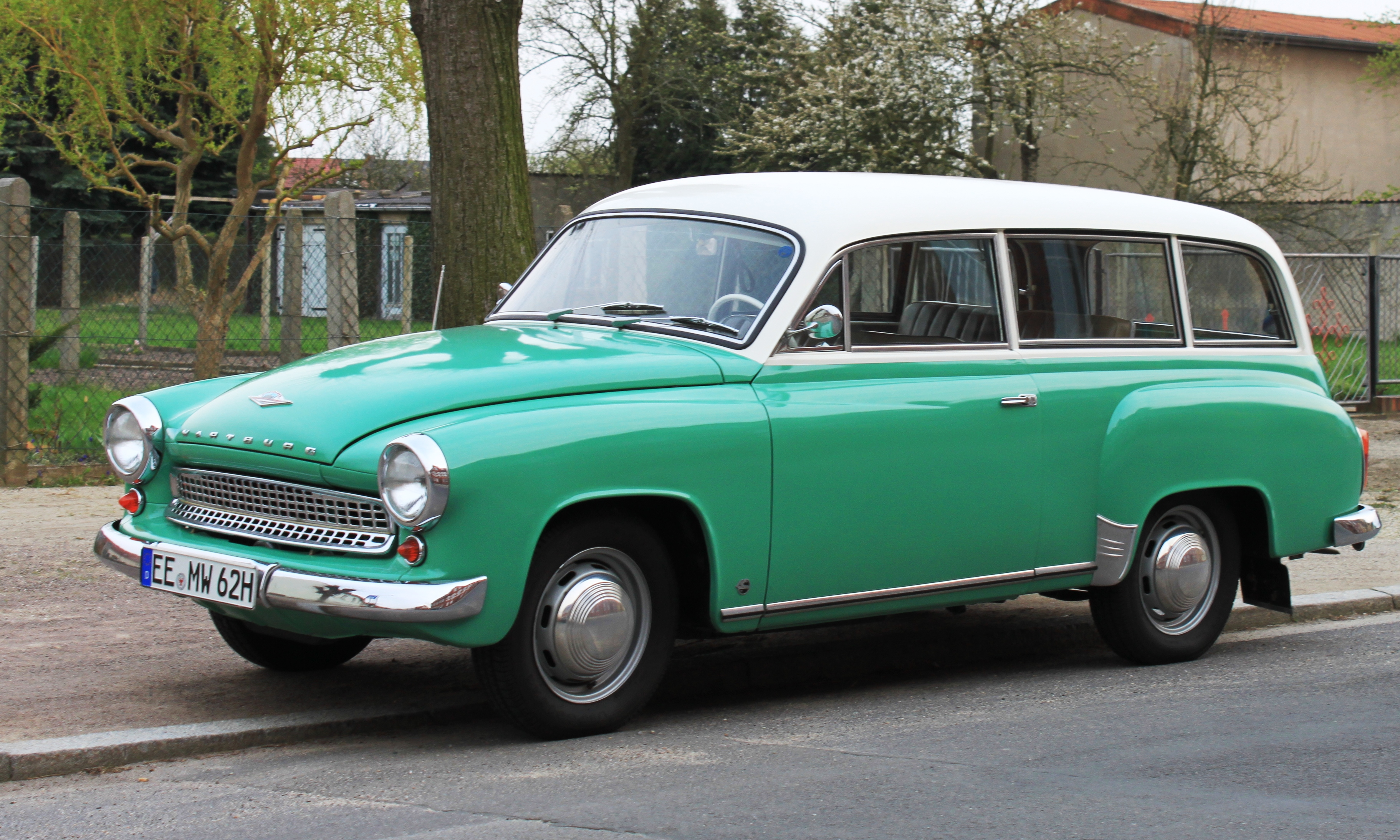
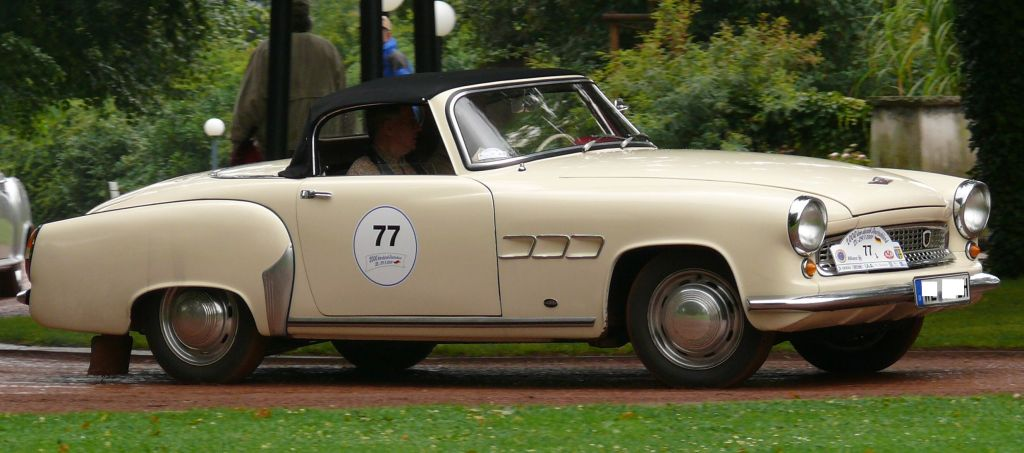